# Jonas Mačys
Jonas Mačys (* 18. April 1938 in Igliškėliai, Rajon Marijampolė; † 10. Oktober 2012 in Litauen) war ein litauischer konservativer Politiker, Seimas-Mitglied und Bürgermeister der Rajongemeinde Vilkaviškis.

## Leben
Von 1946 bis 1954 lernte Jonas Mačys in der Schule Igliškėliai und von 1954 bis 1958 absolvierte das Landwirtschaftstechnikum Kaunas (jetzt Fakultät für Landschaftskunde des Kollegs Kaunas) und von 1959 bis 1964 das Diplomstudium der Agrarwirtschaft an der Lietuvos žemės ūkio akademija. 1980 promovierte er in Agrarwissenschaften.
Von 1964 bis 1967 lehrte Jonas Mačys am Technikum Aukštadvaris. Von 1967 bis 1976 arbeitete als Agronom in Šakiai und von 1976 bis 1978 als stellvertretender Vorsitzender im Kolchos namens „Į komunizmą“ in Vilkaviškis. Von 1978 bis 1990 war er wissenschaftlicher Mitarbeiter in der Versuchsstation in Rumokai. 
Von 1990 bis 1992 war Jonas Mačys Mitglied im Seimas, von 1995 bis 2003 Mitglied im Rat der Rajongemeinde Vilkaviškis, von 1995 bis 2000 Bürgermeister der Gemeinde.
Ab 1990 war Jonas Mačys Mitglied der Lietuvių tautininkų sąjunga.